# Прогресс (моторная лодка)

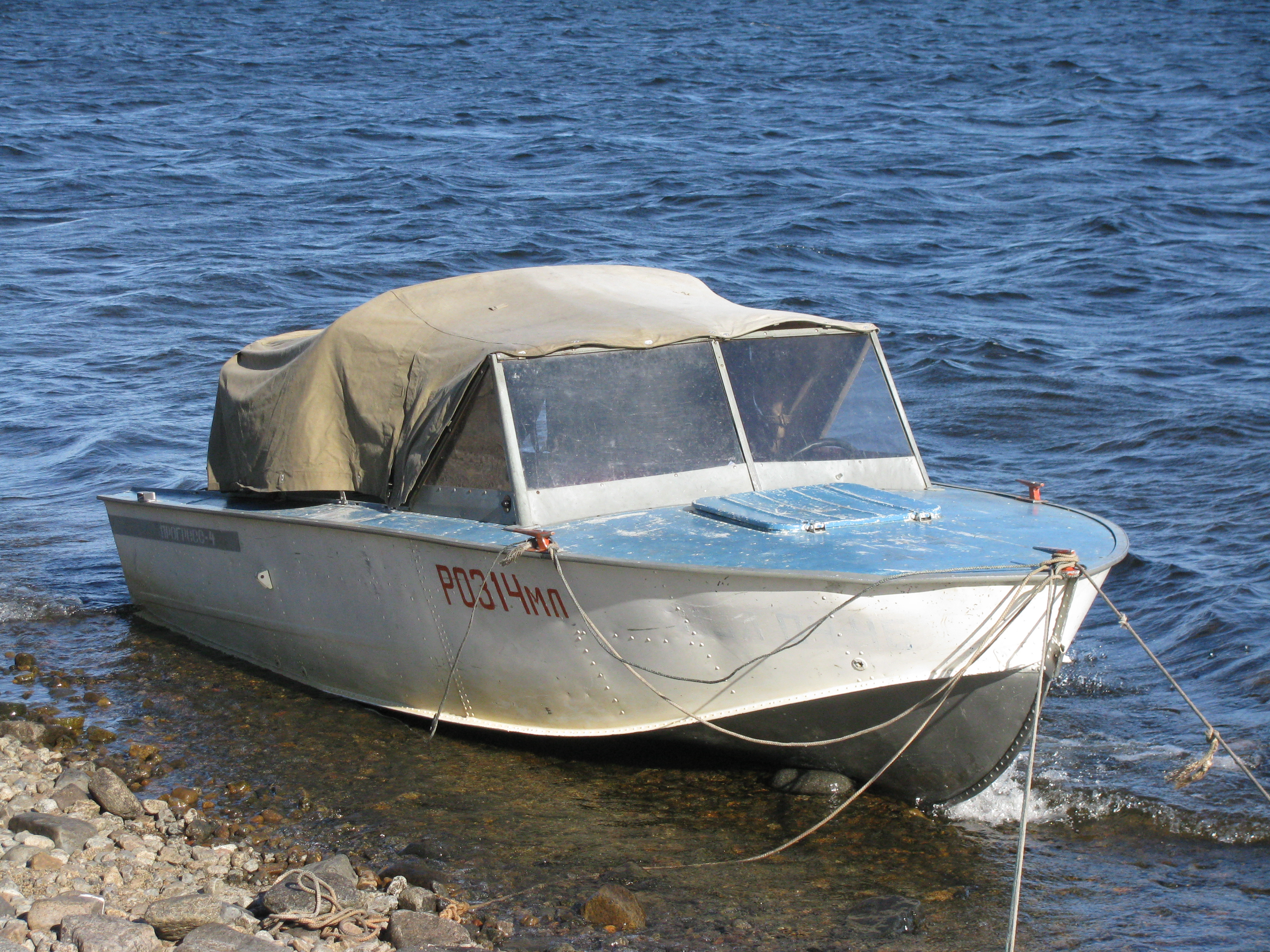
«Прогресс-4» с натянутым тентом

«Прогресс» — серия моторных лодок, производилась в СССР в различных модификациях с 1960-х годов на Куйбышевском авиационном заводе.
Серийно выпускались модификации «Прогресс-2», «Прогресс-2М», «Прогресс-3», «Прогресс-4», «Прогресс-4Л».
В зависимости от оборудования моторная лодка «Прогресс» может быть использована для дневных прогулок 4—5 человек, длительных туристических поездок 2—3 человека, для рыболовов-любителей.
Район плавания — речной, с волнением водной поверхности не выше трёх баллов.
«Прогресс-4» стали использовать и при передвижении по морю.
Моторная лодка может оснащаться подвесным мотором до 30 л.с. При усилении транца возможна установка мотора большей мощности.

## Технические характеристики
- Длина — 4,65 м;
- Ширина — 1,70 м;
- Высота борта на миделе — 0,65 м;
- Сухой вес корпуса —200 кг;
- Вес полностью загруженной лодки не должен превышать 700 кг;
- Осадка груженой лодки (5 человек) — 0,25 м;
- Грузоподъёмность — 500 кг.

Лодка с цельнометаллическим корпусом, изготовленным из дюралюминия, толщина обшивки днища 2 мм. Оборудован ветровым стеклом. Водоизмещение в снаряженном состоянии — от 220 до 283 килограммов. Лодка, в зависимости от комплектации, оснащалась тентом, переносным столиком, мягкими подушками для сидений, непотопляемыми вёслами.
Лодка имеет дистанционное управление двигателем, спроектированное под подвесной мотор «Вихрь». Управление состоит из штурвала и ручек газа — реверса.
Для обеспечения безопасности плавания внутри корпуса установлены три герметичные перегородки, делящие корпус лодки на четыре отсека. Герметичный отсек непотопляемости находится в носовой части и предназначен для удержания лодки на плаву в случае её затопления.
Лодка имеет две стойки с колёсами, а также «водило» (съемное сцепное устройство), которые позволяют перевозить её, например автотранспортом, на скорости до 40 км/ч.

## История
Мотолодка «Прогресс-4» была спроектирована по мотивам обводов американских деревянных торпедных катеров проекта Elco PT-103, которые славились за то, что беспрепятственно проходили минные поля на предельно допустимой скорости в 48 — 52 узла без риска подорваться на морской мине. Эти катера изготавливались из деревянных реек, переклеенных слоями перкалитовой ткани, за счет чего обладали хорошей пулестойкостью, фактически ни одна винтовка или пулемет калибров 7,62-мм и 12,7-мм не пробивали корпус деревянного торпедного катера.
После окончания Второй Мировой, советские конструкторы по обводам американских торпедных катеров создали свой торпедный катер проекта 183, а впоследствии обводы американцев нашли отражение в «Прогресс-4».
В 1969 году мотолодку «Прогресс-4» можно было приобрести за 751 рубль.
Стоимость в 1975 г. «Прогресс-4» — 800 р.